# خانه مشروطه (اصفهان)
خانهٔ مشروطیت اصفهان که با نام خانهٔ نورالله نجفی اصفهانی نیز شناخته می‌شود موزه‌ای در شهر اصفهان است. این خانه در سال 1384 

## معماری
این خانه تاریخی دارای دو شاه‌نشین در جبهه شمالی و جنوبی، دو حیاط اندرونی و بیرونی و دوازده اتاق است. اتاق هفت دری این خانه از دو طرف دارای شیشه‌کاری است. این شیشه‌کاری‌ها روی هفت‌لنگه در که به آن اُرُسی گفته می‌شده قرار گرفته‌است که در زمان تابش نور آفتاب محیطی بسیار زیبا را در این اتاق به وجود می‌آورد. تالار به تزئینات گچ‌بری و نقاشی‌های شیر و شکر مزین است. نقاشی‌ها به شیوه شیر و شکر، گچبری، بخاری گچ‌بری شده، ارسی با شیشه‌های رنگی از تزئینات به کار رفته‌است. این ارسی‌ها، شاه‌نشین و محل ملاقات‌های رسمی بوده که دیوارهای آن با نقاشی‌هایی به سبک شیر و شکر آراسته شده‌است. یکی از از ویژگی‌های نقاشی شیر و شکر، برجسته به نظر رسیدن آن است.

## تاریخچه
خانهٔ مشروطیت اصفهان مکان گردهم‌آیی آزادی‌خواهان، مردم، علما، روشنفکران و رجال سیاسی فرهنگی اصفهان و بختیاری بود تا دربارهٔ مشروطیت و حکومت قانون و امور مدنی مشورت و هم‌فکری کنند.
نام مشروطیت در حقیقت دربرگیرنده «قانون‌گرایی» و حکومت «مردم‌سالاری» و «مشورت» را به ذهن می‌آورد. به همین دلیل می‌توان با قدم گذاشتن در این خانه و مطالعهٔ اسناد و مدارک و تصاویر موجود در آن با فعالیت مشروطه‌خواهان اصفهان و مباحث و اندیشهٔ آنان آشنا شد.
علاوه بر این اتفاقات تاریخی مهمی در این محل روی داده‌است که قسمتی از فرهنگ و تاریخ شهر اصفهان و در حقیقت ریشه برخی از تحولات زندگی امروز ما را می‌توان در آن دید.
علاوه بر وقایع مربوط به دوران قبل از مشروطه، جنگ اول جهانی و اوایل سلطنت رضاشاه پهلوی، این خانه محل زندگی و متعلق به حاج آقانورالله نجفی اصفهان رهبر مشروطه خواهان اصفهان است.
سومین جاذبه تاریخی این خانه، چشم‌انداز معماری زیبای آن است که از دو شاه‌نشین در جبهه شمالی و جنوبی بنا و نیز دوازده اتاق تشکیل شده‌است، که یادآور طرز زندگی و آداب و رسوم پیشنیان است.

#### مالکان
مالک اول و صاحب اصلی خانه مشرطیت اصفهان، نورالله نجفی اصفهانی است. او که رهبر مردم اصفهان در نهضت مشروطیت بود، نویسنده رساله مقیم و مسافر، شامل مناظره فرضی میان موافقان و مخالفان مشروطیت است. او به ثقة الاسلام شهرت داشت. در حال حاضر شهرداری اصفهان این خانه را مرمت و بازسازی کرده و به عنوان موزه تاریخی مشروطیت اصفهان در اختیار علاقه‌مندان قرار دارد.

## موقعیت

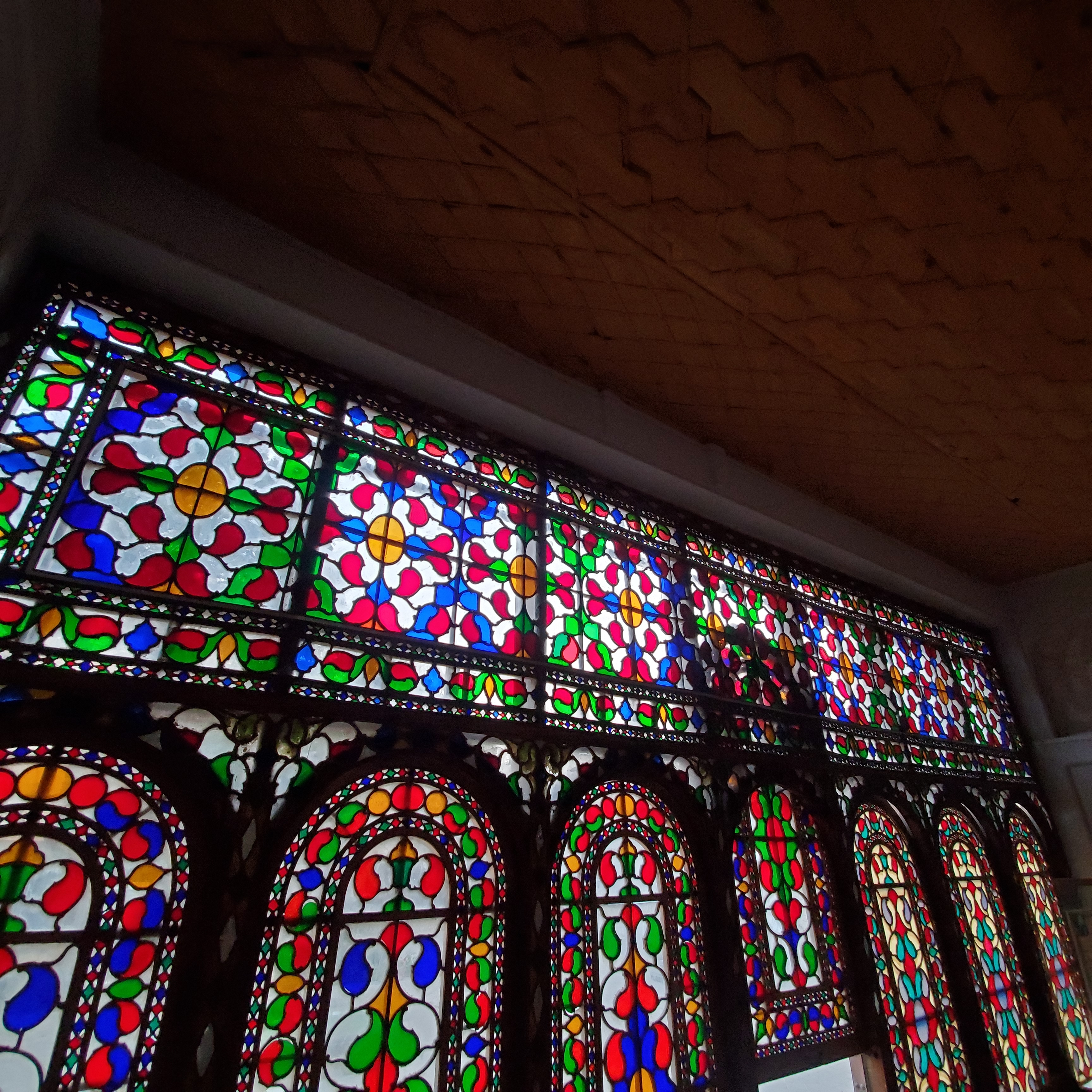
خانه مشروطه اصفهان

مکان این خانه در محور دولت خانه صفوی در ضلع شرقی میدان نقش جهان در محله قصر منشی واقع در چهارراه شکرشکن خیابان نشاط کوچه چهاردهم (مقصود بیک) است.